# Lechlade
Lechlade este un oraș în comitatul Gloucestershire, regiunea South West, Anglia. Orașul se află în districtul Cotswold. Orașul este numit după râul Leach care se varsă în Tamisa în apropierea orașului. Este considerat ca fiind punctul navigabil situat cel mai amonte pe Tamisa.